# Mennonitisch-quäkerische Ökumene
Die mennonitisch-quäkerische Ökumene reicht bis ins 17. Jahrhundert zurück. Ihre Geschichte war nicht immer konfliktfrei, führte aber aufgrund lehrmäßiger und praktischer Übereinstimmungen zu zahlreichen Kooperationen der beiden Friedenskirchen. Es gab überkonfessionelle Partnerschaften, gemeinsam verfasste Dokumente wie auch gemeinsam genutzte Versammlungshäuser. Auch die Verfolgungen beider Gruppen forcierten in der Vergangenheit die Zusammenarbeit. Bei einer Reihe von theologischen Themen gibt es bis heute Berührungspunkte. Bekannt geworden in der jüngeren Vergangenheit ist das im Jahr 2008 gemeinsam geführte Friedensgespräch mit dem iranischen Staatspräsidenten Ahmadinejad.

## Übersicht/Einführung
Der missionarische Eifer der frühen Quäker beschränkte sich nicht auf Großbritannien. Noch während sie in Großbritannien unter Verfolgung litten, wurden zahlreiche Missionare ausgesandt. Diese Missionarsreisen führten bis in die heutige Türkei. Ihr Auftreten wurde oft als anmaßend und provokant erlebt, was zwangsläufig zu großen Widerständen und Feindseligkeiten seitens der etablierten Kirchen führte. Ein besonderes Kapitel stellt aber das Aufeinandertreffen von Quäkern mit Mennoniten dar. Auf Grund von Überschneidungen in den theologischen Überzeugungen hegten beide Gruppen eine gewisse Anerkennung füreinander. Diese Überschneidungen betrafen die folgenden Punkte:
1. Ablehnung des Eides
2. Betonung des Laientums
3. Ähnliches Sakramentsverständnis
4. Autonomie der lokalen Kirchengemeinden
5. Betrachtung des Leidens für die gerechte Sache als Zeichen oder Beweis wahrer Nachfolge Christi
6. Verweigerung des Wehrdienstes und Ablehnung von Gewaltausübung

Wegen des letzten Punktes werden beide Konfessionen als Friedenskirchen bezeichnet. Vergleiche auch die Schleitheimer Artikel mit dem Quäkerzeugnis.

## Kontaktaufnahme der Quäker mit Mennoniten
Die frühen Quäker waren in Großbritannien trotz der Verfolgung sehr erfolgreich beim Missionieren. Sie hofften auch in anderen Ländern auf ähnliche Erfolge, gingen jedoch trotz großer Euphorie nicht planlos vor. Schnell erweiterten sie ihren Wirkungskreis auf das Europäische Festland, die heutige USA und andere ferne Ziele. Viele Quäker waren konvertierte Baptisten, so war es für sie naheliegend, gezielt unter täuferischen, taufgesinnten und pietistischen Gruppen zu missionieren und unter Gruppen mit theologischen oder programmatischen Überschneidungen. Und hierzu zählten vor allem die Mennoniten. Aber auch wenn die Missionsversuche an den Mennoniten nicht immer erfolgreich wahren, suchten die Quäker-Missionare und Quäkergemeinden bewusst die räumliche Nähe zu den Mennoniten. Ein Beispiel dafür sind die 1671 und 1674 erfolgten Besuche des Quäker-Gründers William Penn (1644 bis 1718) in der ostfriesischen Stadt Emden. Penn fand Aufnahme in einem mennonitischen Bürgerhaus, was für die Mennonitengemeinde nicht ohne Folgen blieb. Penn gewann den Emder Arzt Johann Wilhelm Haesbaert für seine religiösen Anschauungen. Haesbaert gründete daraufhin eine Quäkergemeinschaft, deren Mitglieder sich hauptsächlich aus der Mennonitenkirche rekrutierten. Der Emder Magistrat verbot die neue Gemeinde und wies ihre Mitglieder aus. Als diese kurze Zeit später zurückkehrten, wurden sie inhaftiert. William Penn intervenierte gegen das Vorgehen des Magistrats. In diesem Zusammenhang verfasste er 1674 einen umfangreichen Beschwerdebrief und besuchte die ostfriesische Hafenstadt ein zweites Mal. Das Ergebnis dieser Fürsprache war die offizielle Duldung der Emder Quäkergemeinschaft. 1688 wanderte der größte Teil dieser Gemeinde nach England aus. In Emden blieben nur fünf bis sechs Familien ansässig.

## Programmatische Überschneidungen
Der Grund, warum die Quäker die Nähe zu den Mennoniten suchten, war nicht nur der selbstlose Wunsch, das Evangelium zu verkünden und verlorene Seelen zu retten, sondern die – zum Teil berechtigte – Hoffnung, genauso toleriert zu werden wie Mennoniten. Sie wollten die Mennoniten also als Präzedenzfall für sich nutzen. Genau so argumentierte der Quäker Missionar Claus in einem Schreiben 1694 an William III. Ein Jahr später ging ein Beschwerdebrief an den englischen König, als die Quäker wegen ihrer Eidesverweigerung stark in Bedrängnis gerieten. Und auch hier wurde wieder auf niederländische Mennoniten verwiesen, die ja ebenfalls den Eid verweigern würden.
Es gab weitere programmatische Überschneidungen zwischen Quäkern und Mennoniten, die nach Sünne Juterczenka auch zur Folge hatten, dass beide Gruppen nicht immer als eigenständige Gemeinschaften wahrgenommen wurden:
„Zwei Charakteristika prägten das Verhältnis zwischen Quäkern und Mennoniten besonders. Erstens war ihre Affination aufgrund zahlreicher programmatischer Gemeinsamkeiten besonders groß. Beide Gruppen betonten das Laienpriestertum, ihre Friedfertigkeit und das Ideal eines nüchternen und moralisch einwandfreien Lebenswandels gegenüber der Rechtfertigung durch den Glauben. Aus der Außenperspektive sorgten diese Gemeinsamkeiten dafür, daß sie häufig nicht als zwei eigenständige Gemeinschaften wahrgenommen wurden. [...] Das zweite Charakteristikum der Beziehungen zwischen Quäkern und Mennoniten war beider räumliche Mobilität und Vernetzung.“
Differenzen gab es aber über die Auffassungen bezüglich der kirchlichen Sakramente, von denen die Mennoniten für sich zwar nur wenige anerkannten, aber die die Quäker vollends ablehnten. Darüber wurden auch theologische Schriftwechsel mit Rede und Widerrede geführt. Interessant ist, dass diese Auseinandersetzung um scheinbar theologische Kleinlichkeiten geführt wurden. Die theologischen Grundannahmen lagen aber oft recht nahe beieinander. Aber auch im Praktischen waren die Differenzen für Außenstehende kaum wahrzunehmen. So waren sich beide Partien einig darüber den Kriegsdienst abzulehnen. Die Mennoniten zahlten aber eine Strafsteuer für ihre Verweigerung, was die Quäker ihnen zum Vorwurf machten und ablehnten. Als allerdings die Quäker später ihren eigenen Staat in Pennsylvania hatten, zahlten sie auch Strafsteuern an die englische Krone für ihre Kriegsverweigerung und später (ab 1833) auch in Preußen, wo die Quäker bei der Pfändung den Betrag für die Strafsteuer abgezählt bereithielten. Bezeichnend war in diesem Zusammenhang auch der lang anhaltende Historikerstreit über die Konfessionszugehörigkeit der Krefelder Auswandererfamilien um die Person Franz Daniel Pastorius.
Diese Nähe und Auseinandersetzung der beiden Gruppen erzeugten natürlich auch Versuche der gegenseitigen Konvertierung. Und darin zeigten sich die Quäker kurzfristig erfolgreicher als die Mennoniten. In einigen Gemeinen konnten die Quäker bis zu 1/3 der Mitglieder der Mennoniten für sich gewinnen. Aber in der Kontinuität blieben die Mennoniten in Deutschland von den Quäkern ungeschlagen. Im 19. Jahrhundert ist das Quäkertum in Deutschland nach langem Siechtum komplett erloschen. Das Quäkertum von Heute ist eine Neugründung aus dem 20. Jahrhundert. Siehe hierzu Die Geschichte des Quäkertums in Deutschland
Die Fronten verliefen nicht immer klar zwischen den beiden Gruppen. In vielen Bereichen arbeiteten sie eng zusammen. In Danzig bildeten kurzzeitig sogar Mitglieder aus Quäker, Mennoniten und Pietisten gemeinsame Gemeinden, bis die Quäker aus Danzig vertrieben wurden. Und auch dann dauerte es nicht lang, und die vertriebenen Danziger Quäker tauchten bei den Mennoniten in den Niederlanden wieder auf.
Selbst in der Neuen Welt (in den Kolonien Nordamerikas), in den riesigen Weiten der fast menschenleeren Gebiete, kreuzten sich die Wege der Mennoniten und Quäker immer wieder. Und auch dort schätzte man sich gegenseitig. So berichtet der Quäker John Woolman in seinen Aufzeichnungen voller Anerkennung über die Bemühungen der Mennoniten in der Sklavenfrage.

## Kontroversen und Konflikte
Die frühen Quäker waren, wie oben schon erwähnt, nicht gerade für ihre Zurückhaltung bekannt. Und so ging es bei den ersten Kontakten mit den Mennoniten wohl z. T. auch sehr stürmisch zu. 1670 etwa wurden drei Quäker festgenommen, die in Harlingen eine Mennoniten-Versammlung gestört hatten. Aber auch die Mennoniten statteten den Quäker-Versammlungen Besuche ab, und sorgten für Tumulte und ergriffen das Wort

### Theologische Differenzen
Hier einige Schlaglichter aus der Auseinandersetzung die sich auch im Schriftverkehr niederschlug und von Sünne Juterczenka wie folgt kommentiert wurde:
„So nehmen wir [Mennoniten] ewer sachen etliche die mit dem geschrieben Evangelio uber einkommen vor gutt an ist vns auch nit news was ihr [Quäker] schrifftmäßig vorbringet sondern ist vns schon lang durch den Geist Gottes kundt gemacht Als daß Jesus das wahre licht sey welches alle menschen erleuchtet so in diese welt kommen Joh. 1,' Neben diesen betonen sie noch zwei weitere Gemeinsamkeiten mit den Quäkern: erstens die Forderung nach einem tugendhaften Lebenswandel, [...], und zweitens das Ideal des tätigen Christentums, dan man muß nit leben mit der Zunge s.[ondern] m[it] d.[der] nthat und wahrheit.“
Die zentrahle Bedeutung der Erweckung hoben sie zwar im Einverständnis mit den Quäkern ebenfalls hervor, leiteten damit aber ihre Rechtfertigung der Sakramente ein, [...] Die Mennoniten definierten sich in der Nachfolge der Täufer über Glaubenstaufe. [...] Die Haltung zu den Sakramenten bildete also eine unzweideutiges Grenzkriterium zwischen Quäkern und Mennoniten und wurde in sämtlichen Streitschriften beiderseits bekräftigt
[...]
Auch in seinem Sendschreiben an alle Taufgesinnten erhob [der Quäker] Caton 1665 denselben Vorwurf. Er hielt ihnen vor, nur noch äußerlich am Glauben festzuhalten, mahnte sie zu entschiedener Absonderung und verwies seinerseits auf die Leidensbereitschaft der frühen Täufer, die die Konsequenzen ihres Bekenntnisses im Gegensatz zu den zeitgenössischen Mennoniten nicht gescheut hätten. Die Taufgesinnten jedoch fürchteten Repressalien, und die Freiheit von Verfolgung sei ihrem Seelenheil nicht förderlich. Insbesondere an die Verweigerung von Eid und Wehrdienst erinnerte er sie unter Berufung auf Menno Simon und warf ihnen vor, daß Selbstgerechtigkeit, Eitelkeit, Putz-, Streit- und Genußsucht in den Gemeinden Einzug gehalten hätten. Das Gedächtnis an das Leiden früherer Zeiten sollte nach Caton handlungsweisend für die Gegenwart sein; sich allein zu Legitimationszweckwen darauf zu berufen kritisierte er und forderte, die Rechtgläubigkeit fortwährend durch Leidensbereitschaft und einen tugendhaften Lebenswandel zu beweisen.
[...]
[Der Älteste und Prediger der Hamburger Mennoniten] Roosen warf den Quäkern vor, die Schrift zu verleugnen, indem sie sie als „toten Buchstaben“ bezeichneten.[...] die Quäker erlauben demjenigen in der Versammlung zu sprechen, „den der Geist berührt, ohne Unterschied zwischen Frauen und Männern“. Nach dem er die Frauenpredigt beiläufig verworfen hatte, [...] monierte Roosen bei den Quäkern drei „Irrtümer“: daß man einander nicht nach den herkömmlichen Gepflogenheiten grüßen solle, daß der Mensch bereits während seines irdischen Daseins die Vollkommenheit erlangen könne, und daß sie meinten, über das Gewissen Andere urteilen zu können.

### Assimilationsprozeß vs. Nonkonformismus
Aber auch in dem Migrationswille bzw. Kompromissbereitschaft unterschieden sich beide Gruppen. Die Quäker sollten wie die Mennoniten eine Sondersteuer zu ihrer Duldung entrichten, was sie aber in Gegensatz zu den Mennoniten nicht taten. So kam es zu Konflikten mit der Obrigkeit und Zwangpfändungen. Die Mennoniten ihrerseits hatten lange Jahrzehnte der blutigen Verfolgung hinter sich, und begannen sich gerade mit den Gegebenheiten zu arrangieren. Sie waren mittlerweile wirtschaftlich sehr erfolgreich und wollten diesen Wohlstand nicht unnötig auf Spiel setzen. Die Quäker sollten später eine ganz ähnliche Entwicklung durchlaufen, aber zu diesem Zeitpunkt waren sie noch neu auf der Bühne und hatten nicht denselben guten Ruf wie die Mennoniten (...den sie hätten verlieren können).

### Sakramente
Auf Grund der programmatischen Nähe, die oben beschrieben wurde, befürchteten die Mennoniten eine massenhafte Konversion zu den Quäkern. Eine Strategie dies zu verhindern war, zu unterstreichen das die Unterschiede zwischen beide minimal sei und die Quäker nicht wirklich etwas neues zu bieten hätten und man deshalb getrost in der Mennonitengemeinde verbleiben könne. Die Rechnung ging aber nicht auf und so konvertierte z. B. der Älteste und Prediger Barend Roelofs mit seiner gesamten Familie zum Quäkertum und zog in die Niederlande. Was die Mennonitengemeinde natürlich arg betrübte und für Spott von Außenstehenden sorgte. Der Hamburger Mennonitenprediger Gerrit Roosen schlug deswegen auch eine andere Strategie ein. Er wiederum betonte die Unterschiede des Sakramentverständnisses. Bei allen theologischen und Bekenntnis-Pamphleten ist noch zu bemerken, dass sich die Mennoniten auch untereinander nicht alle theologisch einig waren und es zu Kontroversen und Friedensschlüssen/Wiedervereinigungen kam. Es waren also in erster Linie sehr lokal begrenzte Auseinandersetzungen.

### Suffering
Ein weiter Anknüpfungs-, aber auch Konfliktpunkt waren die Ansichten über das Erdulden von Ungerechtigkeit und Leiden (engl. Suffering). Quäker und Mennoniten sahen beide in dem Erdulden von Leid, einen Beweis ihrer Aufrichtigkeit und rechten Christentums. Sie leiteten ihre Sichtweise von der Ankündigung Jesu her, dass seine Nachfolger seinetwegen Verfolgung zu erleiden hätten:
„Denkt nicht, ich sei gekommen, um Frieden auf die Erde zu bringen. Ich bin nicht gekommen, Frieden zu bringen, sondern das Schwert. Denn ich bin gekommen, die Männer gegen ihre Väter aufzubringen, die Töchter gegen ihre Mütter und die Schwiegertöchter gegen ihre Schwiegermütter. Feindlich sind einander die Menschen, die zusammen ein Haus bewohnen. Die ihren Vater oder ihre Mutter mehr lieben als mich, passen nicht zu mir, und auch die, die ihre Söhne und Töchter mehr lieben als mich, passen nicht zu mir. Wer das eigene Kreuz nicht aufnimmt und mir nachfolgt, passt nicht zu mir. Wer das eigene Leben findet, wird es verlieren, und wer das eigene Leben meinetwegen verloren hat, wird es finden.“
Der Unterschied zwischen beiden Gruppen war zum einen, dass die Mennoniten im Gegensatz zu den Quäkern ihre Leidensfähigkeit – gezwungenermaßen – schon unter Beweis stellen mussten. Zum anderen waren die Mennoniten eher defensiv, die Quäker stärker offensiv, indem sie mit gezielten Provokationen die Verfolgung geradezu herausforderten. Das taten sie sogar bewusst, um damit die Übergriffe öffentlichkeitswirksam zu nutzen.

### Sozio-kulturelle Unterschiede
Die Mennoniten waren im Blick auf die bei ihnen vertretenen Berufsgruppen und Stände wesentlich homogener als die Quäker. Die Konvertiten der Quäker stammten aus allen Schichten und Berufsgruppen der Gesellschaft, darunter sogar ehemalige Berufssoldaten wie zum Beispiel der Prediger James Nayler.  „Geborene Quäker“ gab es noch nicht, weil die Gemeinde ja noch so jung war. Die Mennoniten hingegen stammten meistens aus den einfacheren Bevölkerungsschichten.

## Kooperationen
In den Gebieten wo Mennoniten und Quäker Notgemeinschaften bildeten, um den Druck von Außen stand zu hatten, waren die Grenzen zwischen den Gemeinden sehr durchlässig. So zum Beispiel in dem deutschen Auswanderungszentrum Krefeld. Die Grenzen zwischen den beiden Gemeinden war so undeutlich, dass es darüber einen Jahrzehntelangen Historikerstreit gab, wie viel Personen welcher Konversion zuzuordnen seien. In Nordamerika war es nicht so, dass sich die Mitglieder der Gemeinden gegenseitig besuchten um ihre Versammlungen zu stören, sondern im Gegenteil. Mennoniten beteiligten sich konstruktiv an quäkerinternen Kontroversen, unterzeichneten offizielle Dokumente der Quäker und teilten sich zeitweilig ein Versammlungshaus mit ihnen. Aber auch in der Alten Welt war es nicht ungewöhnlich, dass sich Mennoniten als Finanziers an den Bauprojekten der Quäker beteiligten.
Aber auch im deutschen Krefeld unterzeichneten Mennoniten die Heiratsurkunden der Quäker. Überkonfessionelle Ehen waren zwar offiziell nicht gebilligt, aber als Zeugen waren die Mennoniten gerne gesehen. Mit Mischehen gab es da schon er Probleme, wenn auch er administrativer Art, wie Sünne Juterczenka berichtet:
„Mischehen, ergaben sich insbesondere, wenn von bereits verheirateten Paaren nur einer der beiden Partner konvertierten. Überliefert sinde solche Fälle vor allem, wenn sie Konflikte verursachten. So schloß die niederländische Jahresversammlung Trijntje Hedsers, die Frau des friesischen Konvertiken Reynier Janz, 1692 von der Teilnahme aus, weil sie weiterhin mennonitische Versammlungen besuchte und dort sogar das Abendmahl empfing. Ihr Mann ärgerte sich so sehr darüber, daß er absichtlich zu spät kam. Um Jansz entgegen zukommen, fragten daher Jan und Eliserbeth Roelof bei Hendricks, Claus, van Tongeren und Sewel an, ob man nicht über die Sache hinwegsehen und die Frau zur Versammlung kommen lassen könne. Die Befragten wollten jedoch den Amsterdamer Beschluss nicht übergehen, so daß Trijntje fernbleiben musste.“
Merkwürdigerweise war es aber wiederum kein Problem, für Quäker einen Mennoniten aus der Verwandtschaft für ihre Kinder als Vormund einzusetzen. Wenn die Mischehen nicht durch administrative Ebenen gestört wurden, schienen sie zwischen Mennoniten und Quäkern durch aus harmonisch und im gegenseitigen Respekt verlaufen zu sein:
„Für den Umgang mit Erbschaften ist wiederum der Fall von Volkje Willems und Frans Bostijen aufschlußreich: Die Frau wurde nach ihrem Tod (wie die meisten Amsterdamer Quäker) in Landsmeer begraben, ihr Mann aber in Sloterdijk (wie viele der Amsterdamer Mennoniten). Daß Vlkje und Frans ihre Konfessionszugehörigkeit gegenseitig respektierten, wird aus dem Testerment von Frans deutlich, in dem er der Quäkergemeinde zusätzlich zu den 300 Gulden von Vlkje weiter 200 Gulden vererbte.“

## Jüngere Geschichte
In den letzten Jahrzehnten zeichnete sich das Verhältnis der beiden Konfessionen durch die enge Zusammenarbeit in der Friedensarbeit aus. 2008 wurden beide Konfessionen zum Teil heftig dafür kritisiert, dass sie sich zu Gesprächen mit dem iranischen Staatspräsidenten Mahmud Ahmadineschad trafen.

## Glossar
Für die im Artikel verwendeten Fachbegriffe siehe auch Artikel „Glossar Quäkertum“.

## Weiterführende Literatur
- Sünne Juterczenka: Über Gott und die Welt – Endzeitvisionen, Reformdebatten, und die europäische Quäkermission in der frühen Neuzeit, Vandenhoeck&Ruprecht, 2008, ISBN 978-3-525-35458-2
- 400 Jahre Mennoniten in Krefeld, Verlag: Mennonitischer Geschichtsverein, erschienen 2008, ISBN 978-3-921881-26-2
- mennlex.de/Claus Bernet: Artikel Quaker